# Repubblica di Mura
La Repubblica di Mura o Repubblica di Prekmurje (in ungherese: Vendvidéki Köztársaság, Mura Köztársaság, in sloveno: Murska Republika, Republika Prekmurje) è stata una repubblica non riconosciuta nella regione di Prekmurje, esistita per un breve periodo nel 1919. Il nome tradizionale della nazione era Vendvidék. Il 6 giugno 1919 Prekmurje fu incorporata nel neo-istituito Regno dei Serbi, dei Croati e degli Sloveni, denominato Jugoslavia nel 1929.
Lo Stato confinava con l'Austria a nord, con l'Ungheria ad est, con la Slovenia ad ovest e con la Croazia a sud.

## Storia
A quell'epoca, a Prekmurje, vi era una notevole arretratezza economica e sociale. I capi della minoranza slovena erano parroci cattolici ed evangelici, insieme a capi popolari con politiche diverse. Gli sloveni cattolici e gli uomini di chiesa parteggiavano per il Regno dei Serbi, dei Croati e degli Sloveni, come gli sloveni prekmurjani, i croati, gli abitanti della Carniola, e i serbi, slavi meridionali. Gli sloveni evangelici filo-ungheresi, invece, sostenevano l'Ungheria. Il Partito Cattolico voleva proclamare lo Stato indipendente, mentre gli sloveni evangelici e gli ungheresi prekmurjani desideravano restare in Ungheria.